# 許印芳
許印芳（1832年—1901年），字茆山，一字麟篆，号五塘山人。云南石屏人。
許開甲之子。道光十二年（1832年）出生。早年師從黃琮，啟蒙詩學。同治九年（1870年），受知於長沙王先謙，舉鄉試第二。光绪初年官昆阳、永善儒学教谕、大理府儒学教授。晚年主講於昆明經正書院，任首任山長，並且撰《律髓輯要》作為教材。光緒二十七年（1901年）卒。著有《滇詩學重光集》、《五塘詩草》、《詩學法萃编》、《五塘杂俎》等。